# Musée Paul et Alexandra Kanellopoulos
Le musée Paul et Alexandra Kanellopoulos (grec moderne : Μουσείο Παύλου και Αλεξάνδρας Κανελλοπούλου) est un musée d'antiquités situé à Athènes, en Grèce. Il est situé sur le versant nord de l'Acropole, dans le quartier de Pláka.
Fondé en 1976, il abrite la collection de Paul et Alexandra Kanellopoulos, qui a commencé à être constituée en 1923 et a été donnée à l'État grec en 1972. La collection comprend environ deux millions de pièces, dont 6 500 objets préhistoriques, grecs antiques, byzantins et post-byzantins, couvrant près de six millénaires d'histoire, du Néolithique au XIXe siècle.

## Bâtiments
Le musée est abrité dans deux bâtiments partageant une entrée commune au numéro 12 de la rue Theorías. Le bâtiment le plus ancien est un manoir néoclassique construit en 1894 comme résidence de la famille Michaléas. Il a trois étages, avec de belles peintures sur les plafonds de l'étage supérieur. Le manoir Michaléas a été exproprié par l'État grec dans les années 1960 et 1970 et restauré pour abriter définitivement la collection Kanellopoulos. En 2007, la nouvelle aile du musée a été construite par l'architecte Pávlos Kalligás, à l'initiative d'Alexandra Kanellopoulos et de la Fondation Paul et Alexandra Kanellopoulos.
Des fouilles archéologiques menées avant la construction de la nouvelle aile ont mis au jour les vestiges d'une maison byzantine tardive et une partie de la fortification médiévale d'Athènes (appelée Rizókastro), construite au XIIIe siècle. Ces vestiges ont été conservés dans le sous-sol de la nouvelle aile et sont accessibles au public.

## Collection

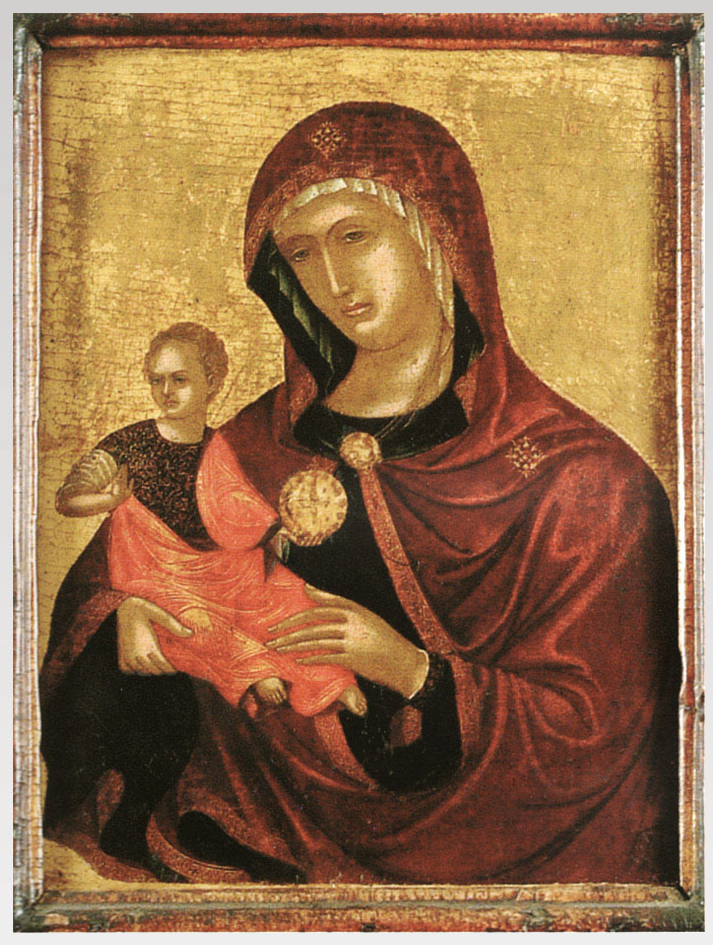
(1468–1501), Madre della Consolazione, ca. 1480-1501. Détrempe à l'œuf sur bois, 56 × 45 cm.

La collection Paul et Alexandra Kanellopoulos comprend environ 6 500 pièces d'art préhistorique, grec ancien, byzantin et post-byzantin. Ils comprennent des figurines et des récipients du Néolithique et de l'âge du bronze, des vases classiques, un large éventail d'objets métalliques (vases, armes, statuettes, poids, équipements rituels), des sculptures en marbre, des bijoux de toutes périodes (or, argent, bronze, verre), des pièces de monnaie. On trouve aussi des portraits du Fayoum, des textiles, des manuscrits, des premières éditions imprimées et plus de 350 icônes datant du XIVe au XIXe siècle.

Art néolithique
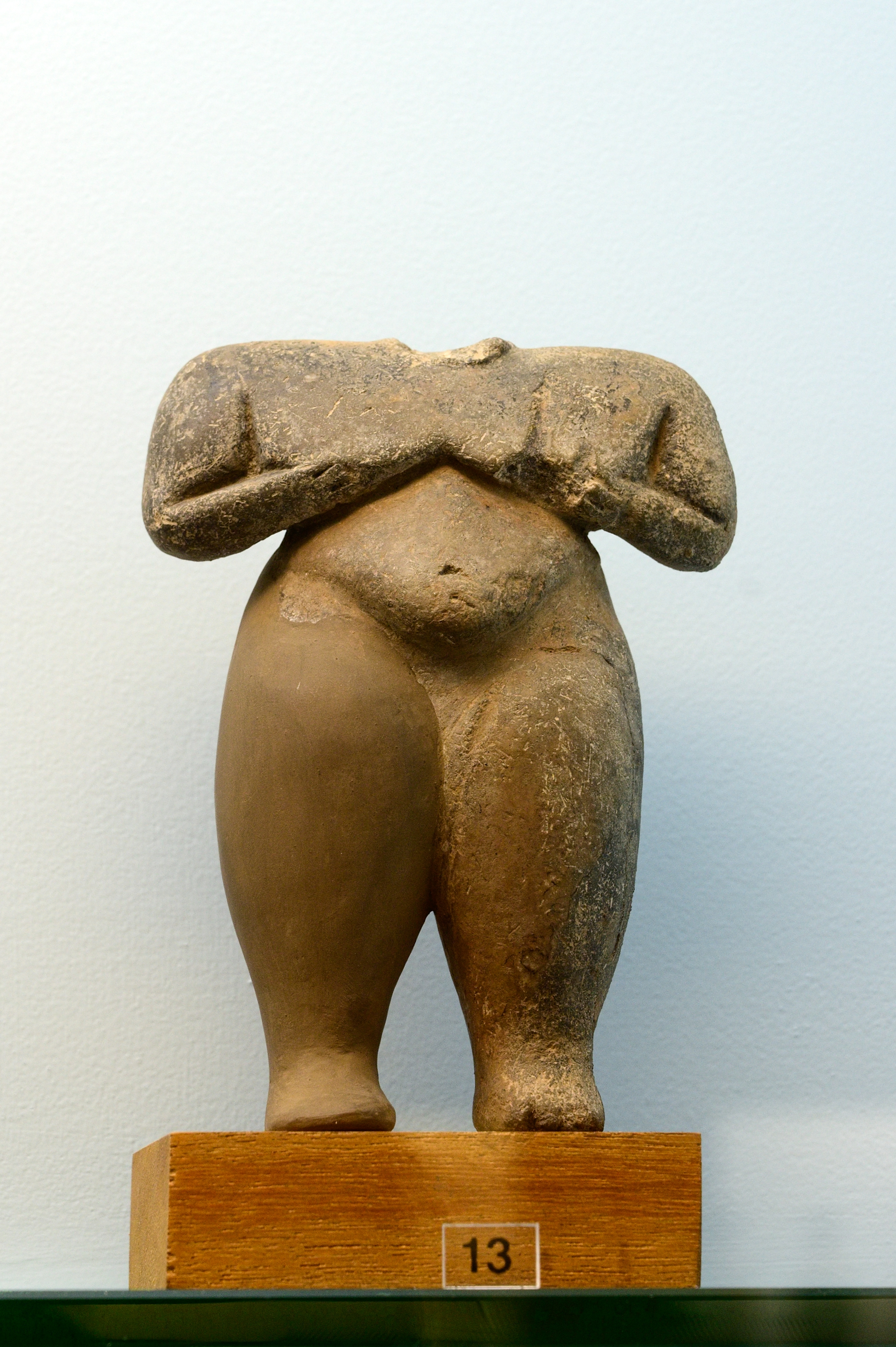
Figurine féminine en argile. Néolithique moyen, 5000 à 4400 av. J.-C.
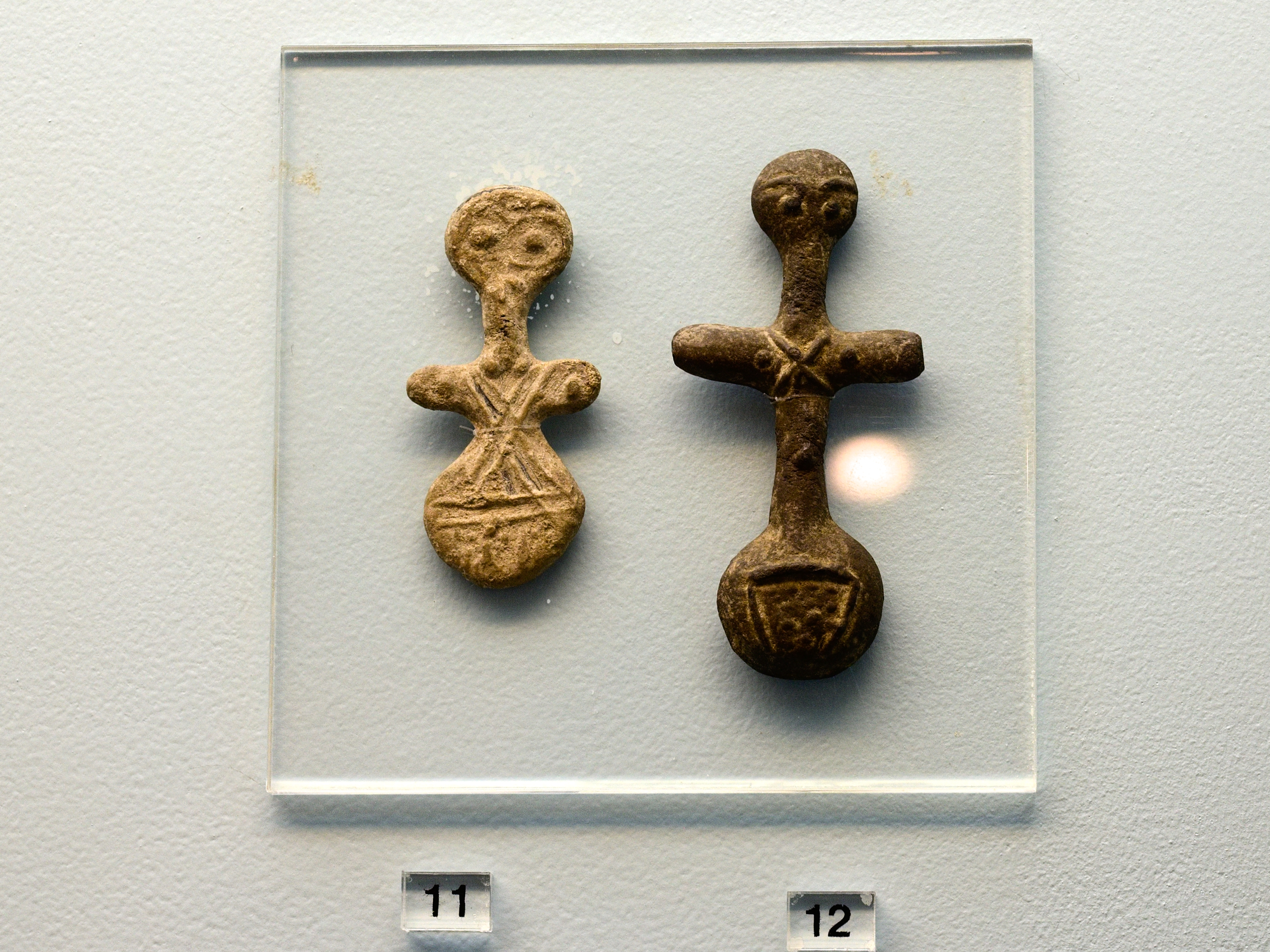
Figurines en plomb en forme de croix. Néolithique supérieur, 4400 - 3000 av. J.-C.

Art cycladique
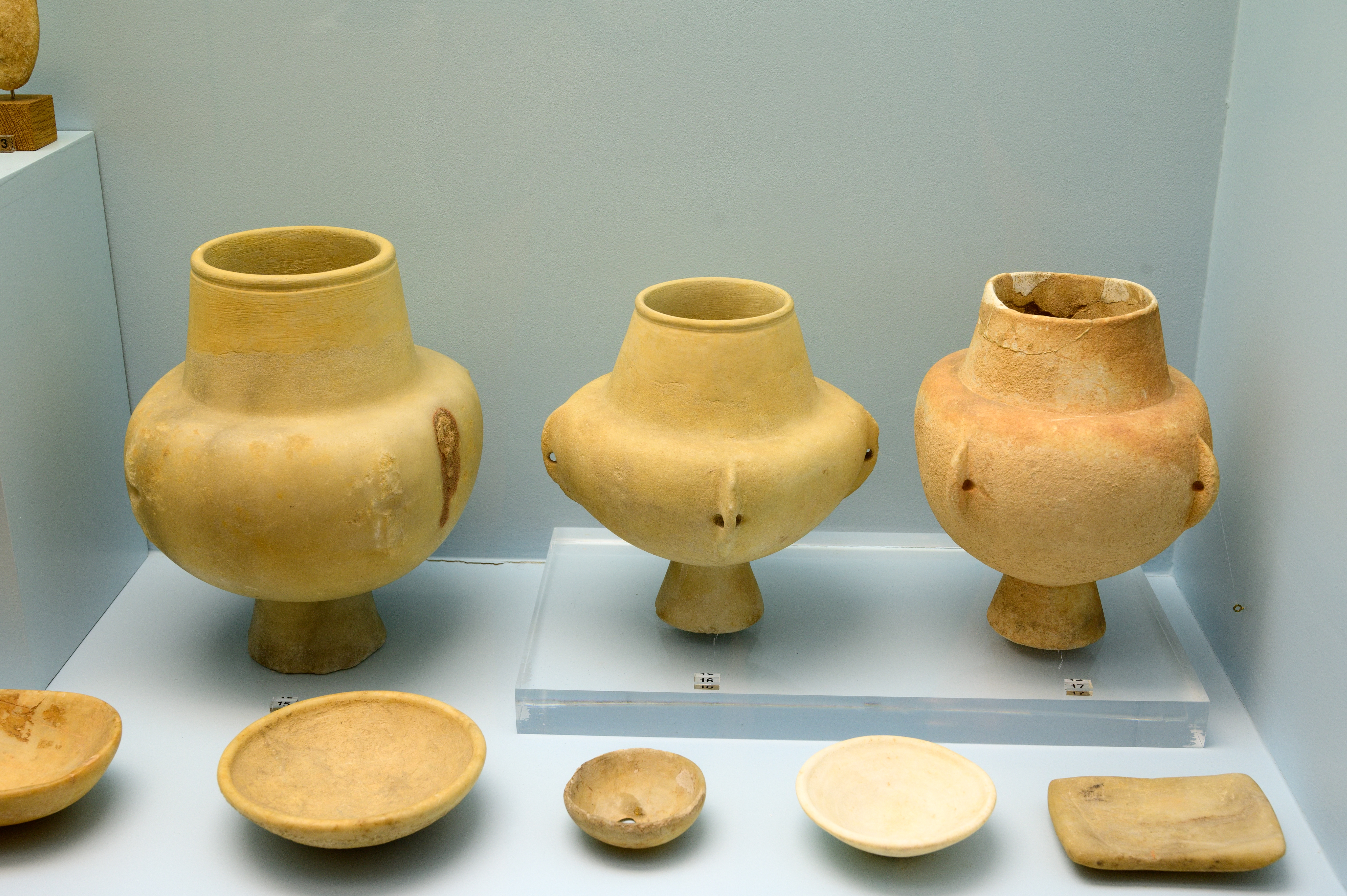
Pots à col en marbre (lustres, kandilae). Cycladique ancien I, 3200 à 2700 av. J.-C.
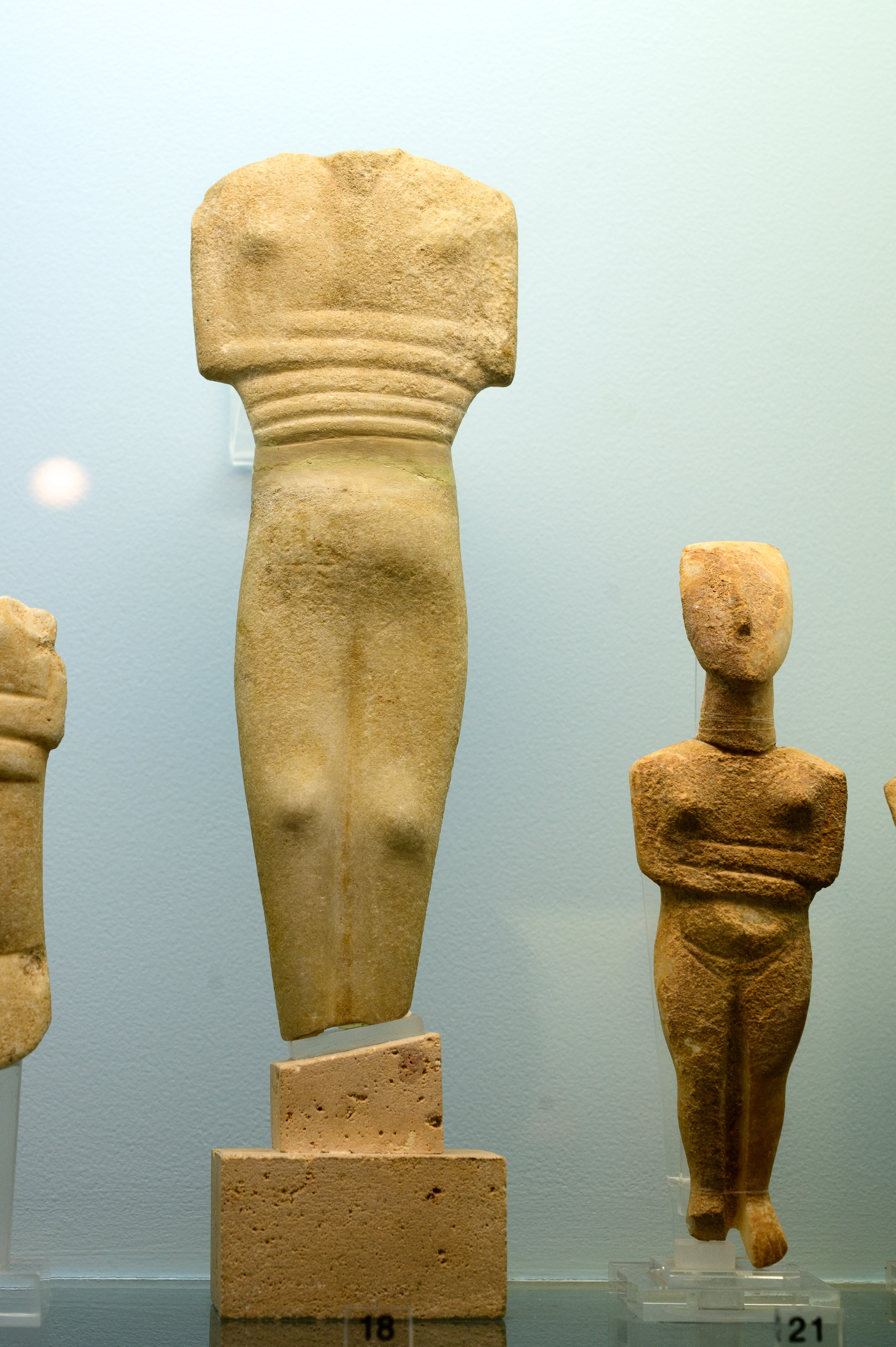
Figurines cycladiques. EC II, 2800-2300 av. J.-C.
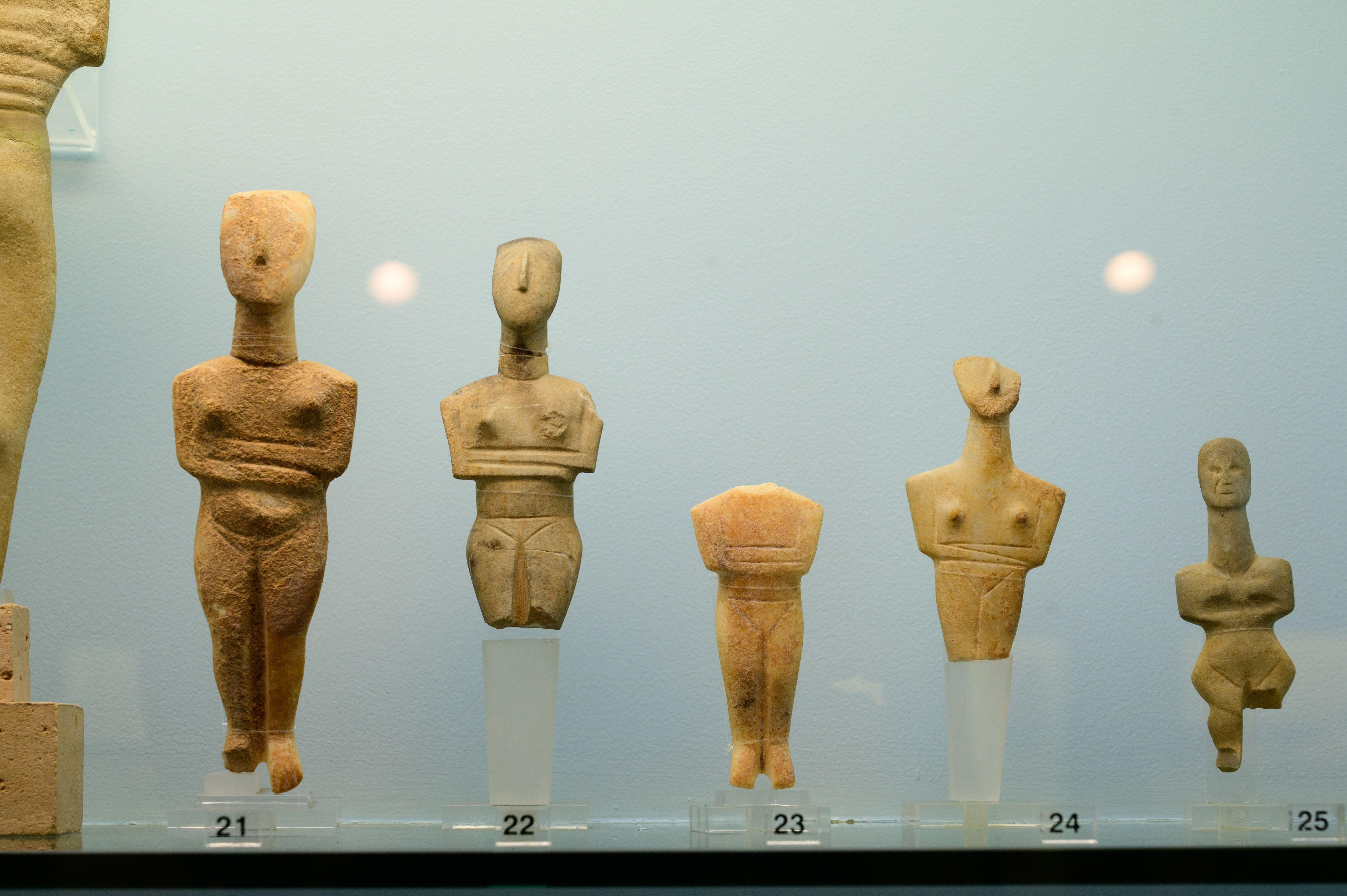
Figurines cycladiques, marbre. Cycladique ancien II, 2800-2300 av. J.-C.

Parmi ces objets, la vaste collection de vases à figures noires et à figures rouges, qui représente des scènes mythologiques, des rituels et des activités quotidiennes des périodes archaïque et classique, est particulièrement remarquable. La collection de lécythes attiques à fond blanc est également importante, avec des scènes funéraires imitant le style de la peinture classique.

Vases à figures noires
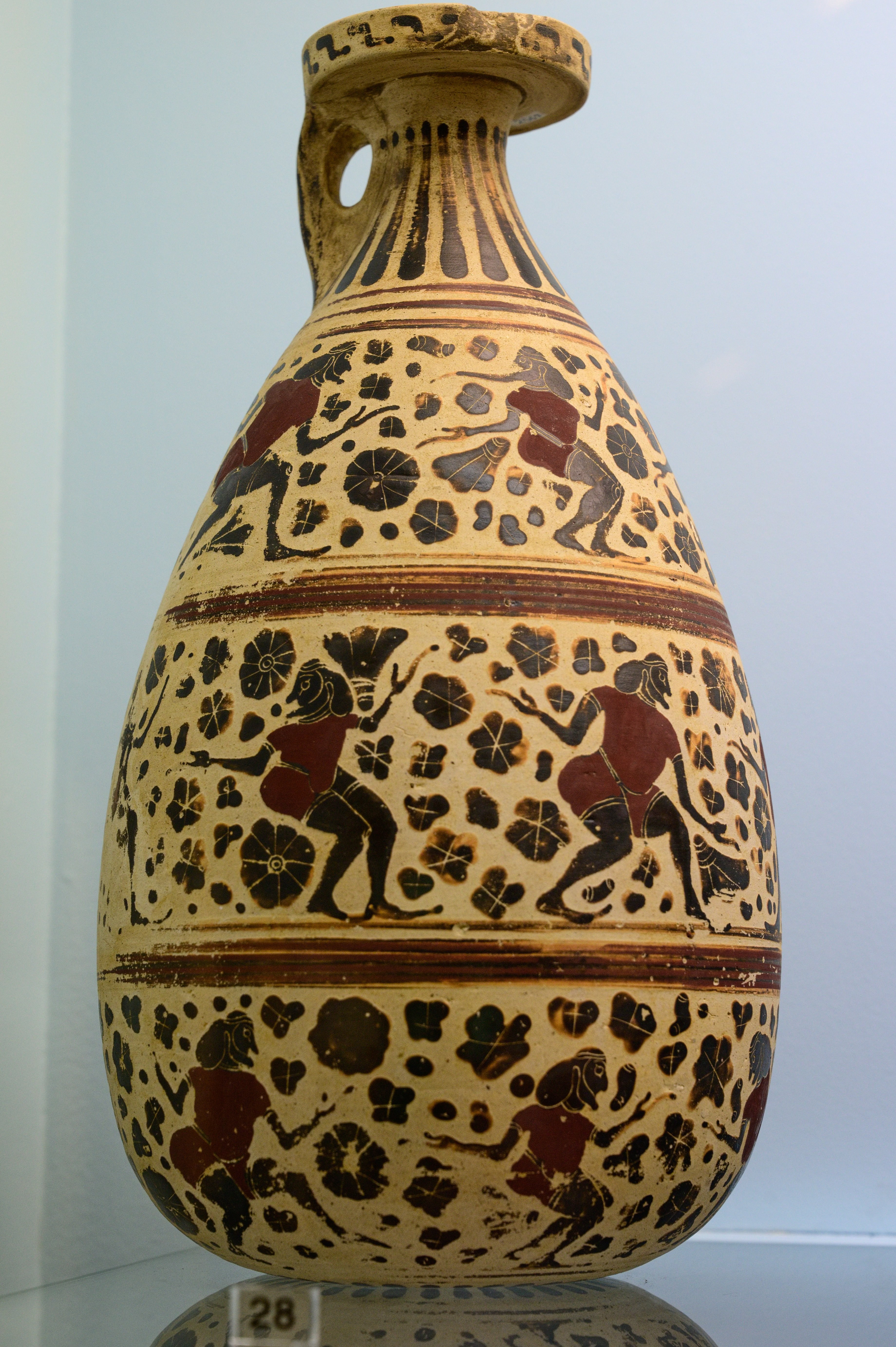
Alabastre avec komastes (fêtards dansants) ca. -600.
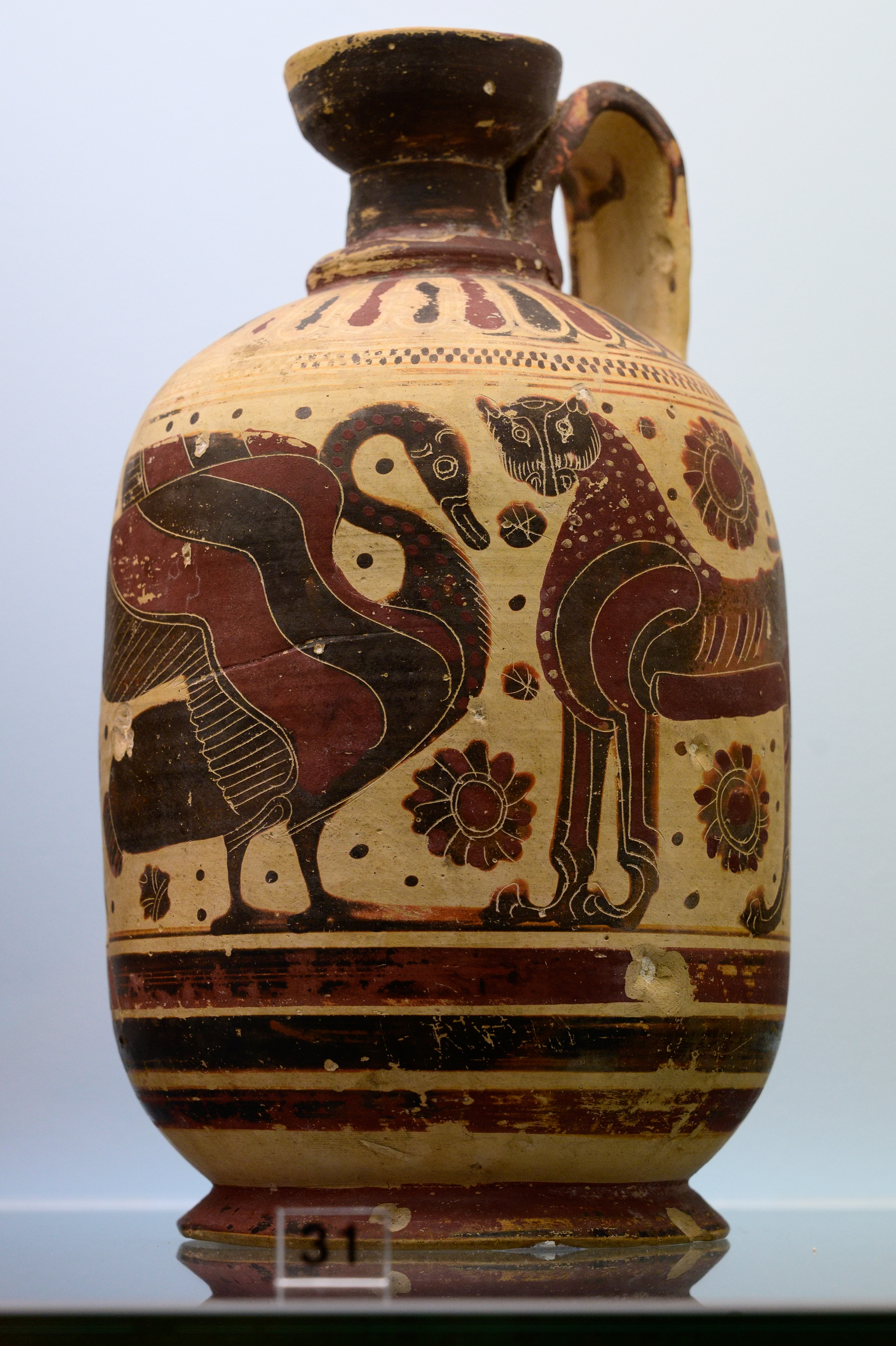
Lécythe cylindrique, cygne et lion, déb. -VIe s.
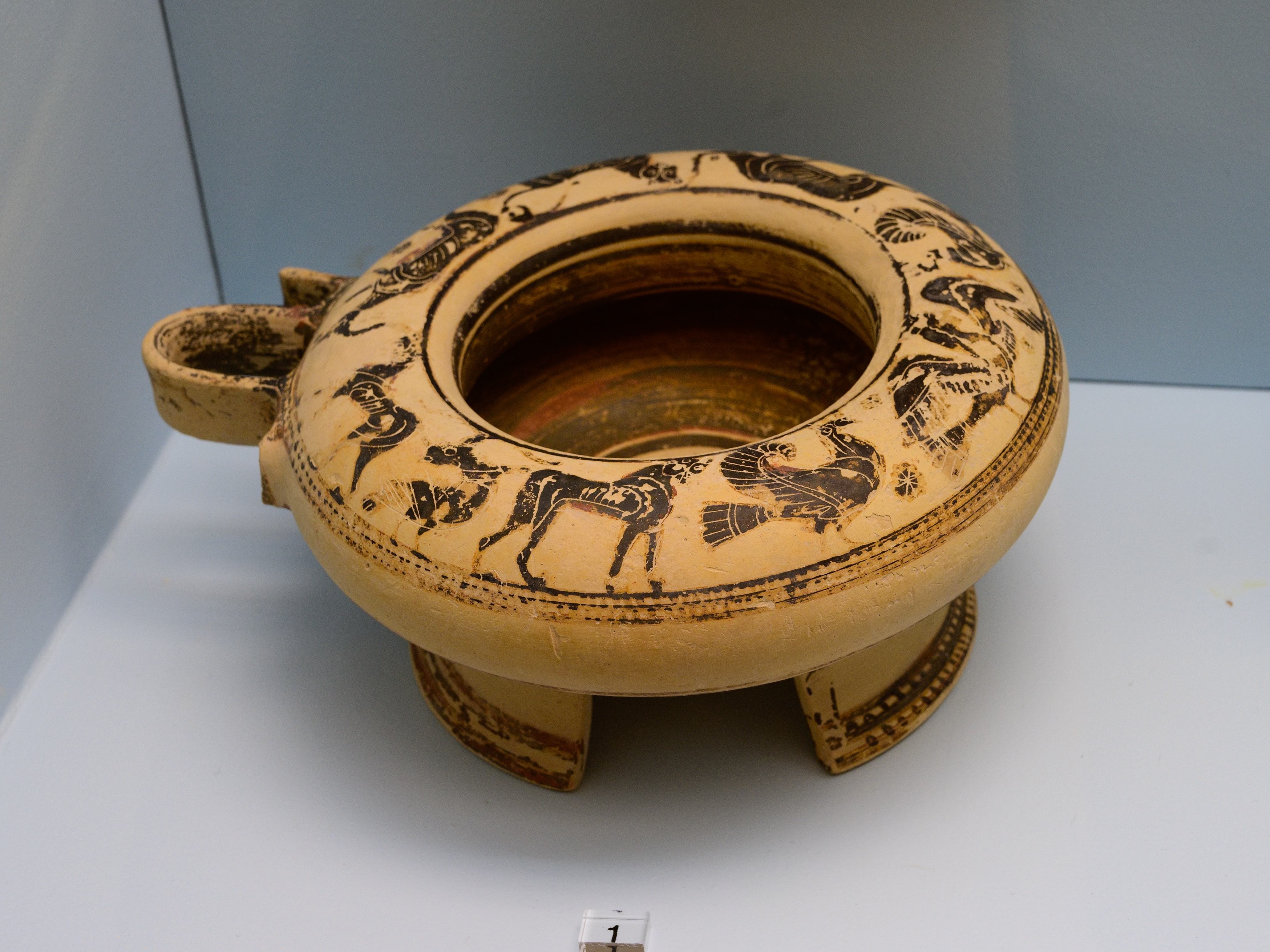
Exaleiptron (vase à onguents), frise animalière, déb. -VIe s.
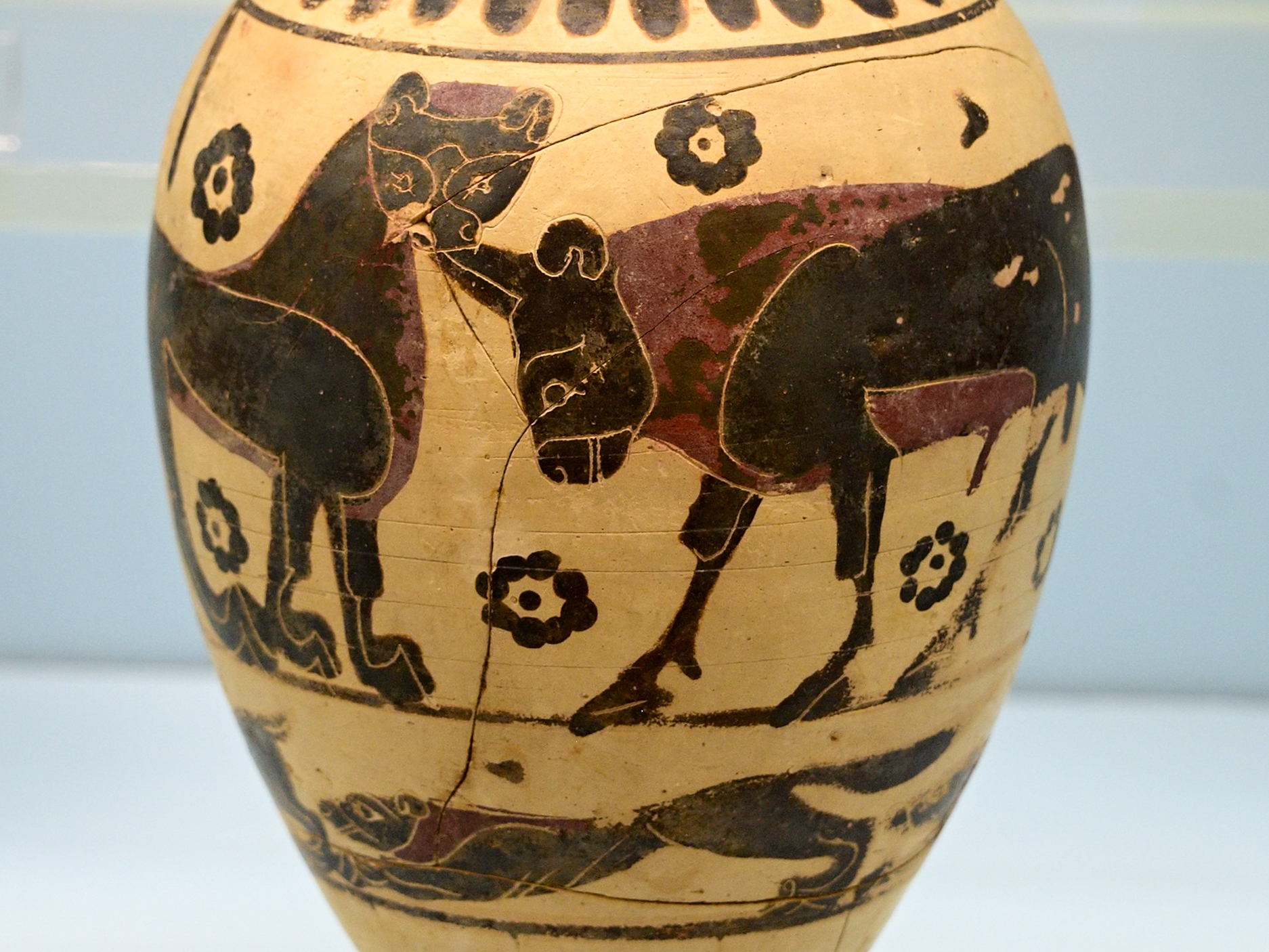
Aryballe protocorinthien, détail. Scène animalière et chasse au lièvre.  Milieu -VIIe s.
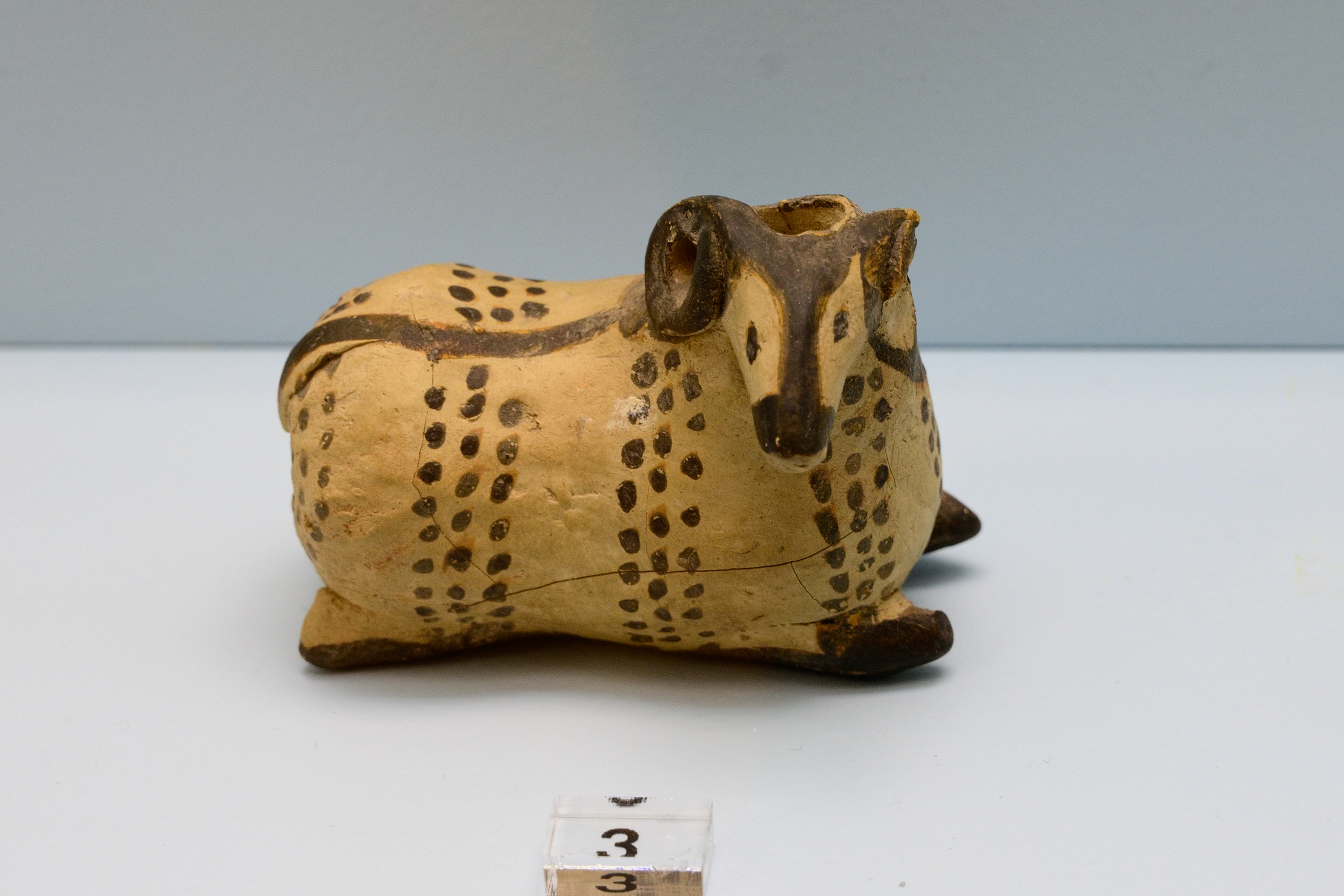
Vase zoomorphe (bélier). Corinthe, -VIe siècle.

Lécythes attiques à fond blanc
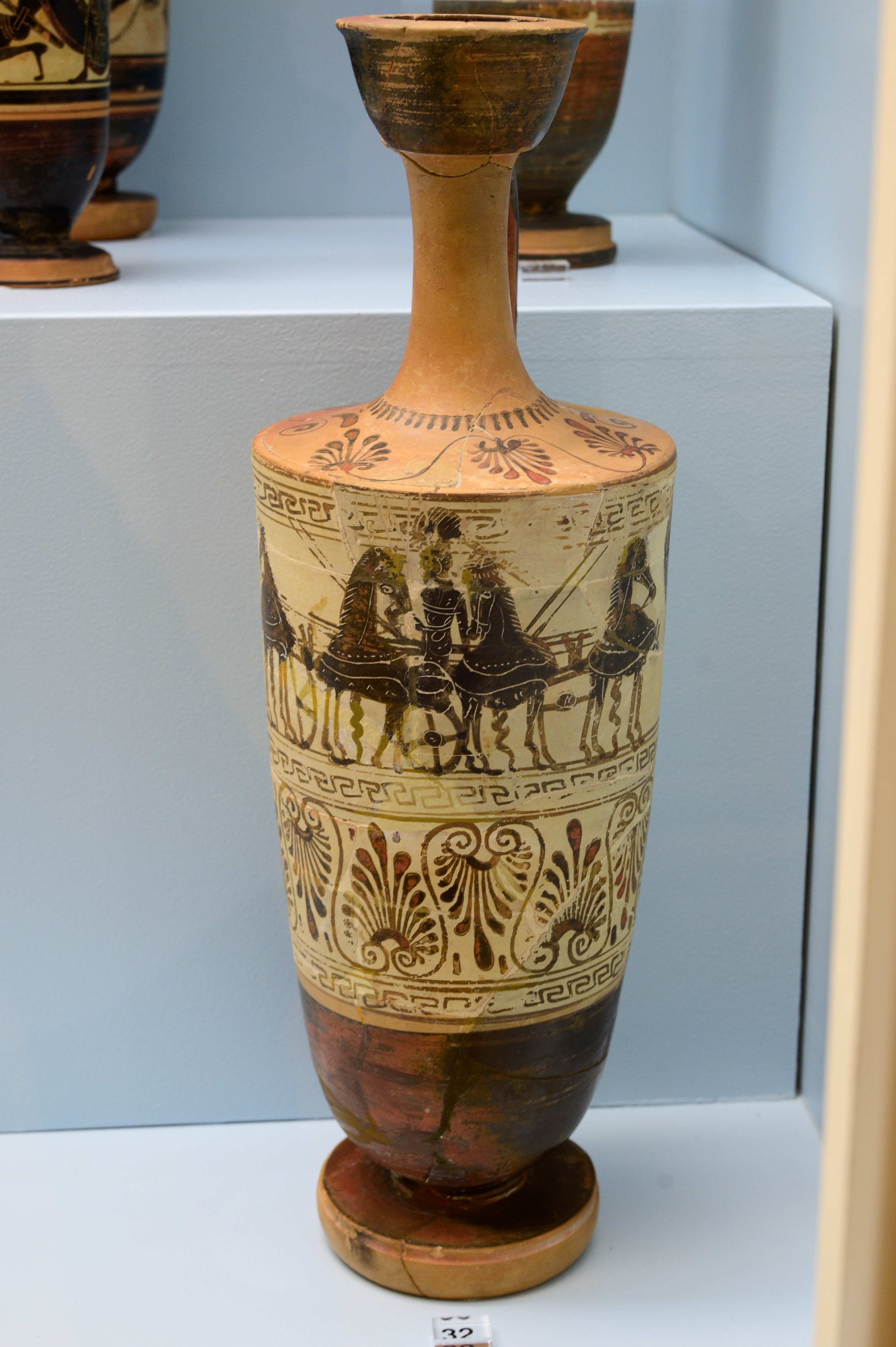
Lécythe à fond blanc avec...
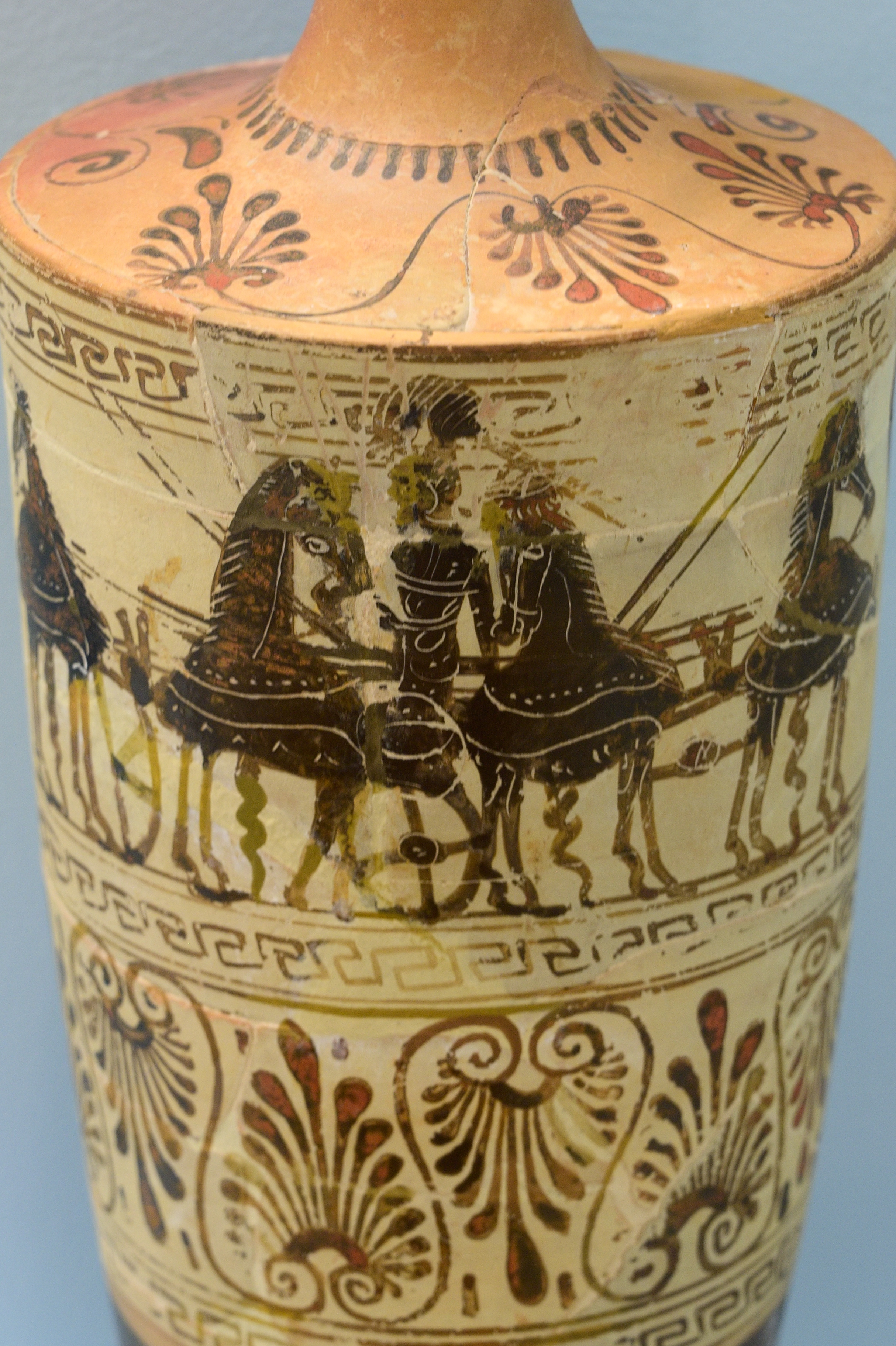
... quadrige et son conducteur, atelier attique, déb. -Ve s.
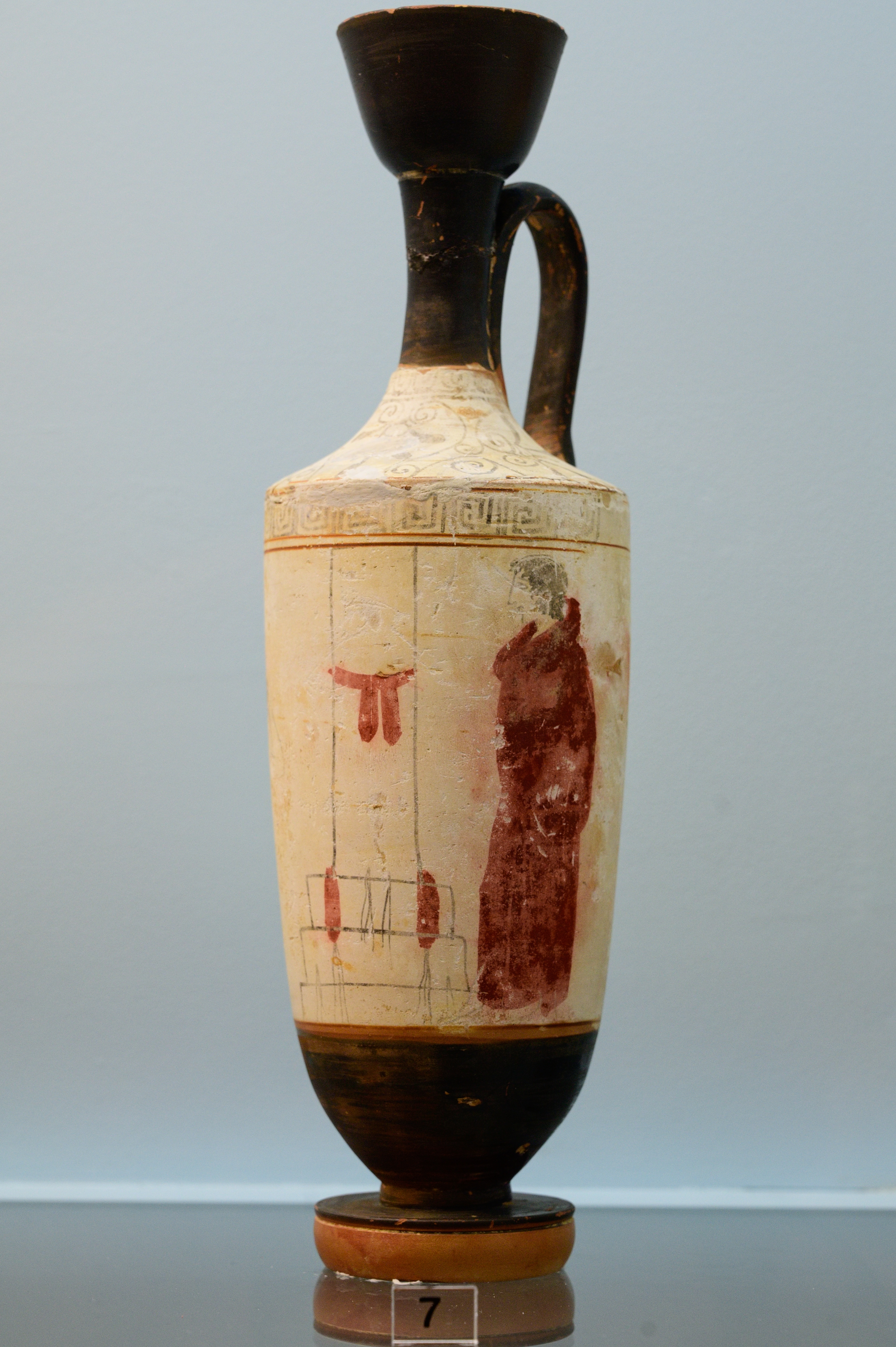
Lécythe blanc. Une femme agenouillée pleure...
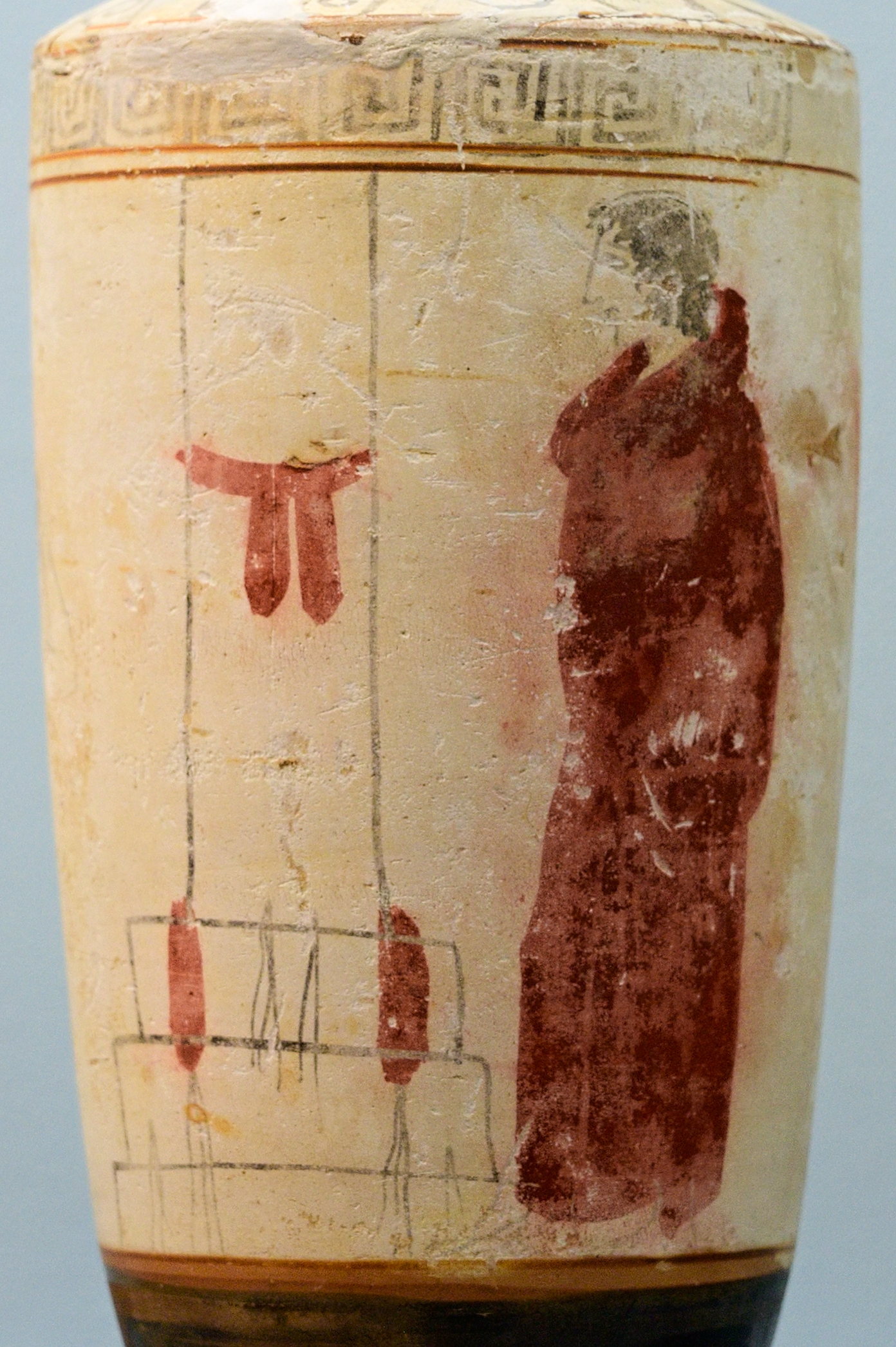
... devant une stèle funéraire. Vers -430 av. J.-C.

La collection est surtout réputée pour sa belle série d’icônes byzantines et post-byzantines. Un accent particulier est mis sur l'école de peinture crétoise, qui combinait des éléments de la tradition byzantine avec des aspects de la Renaissance européenne. La collection comprend d'excellentes œuvres des artistes crétois Nikо́laos Tzafoúris (en), Michel Damaskinos, Emmanouíl Lambárdos, Frangiás Kavertzás (en), Ieremías Palladás (en), Victor et Emmanuel Tzanes.